# 蒙费雷
蒙费雷（法語：Montferrer，法語發音：[mɔ̃fɛʁe] ⓘ）是法国东比利牛斯省的一个市镇，属于塞雷区。

## 地理
蒙费雷（42°26'17"N, 2°34'2"E）面积21.95 平方千米，位于法国奧克西塔尼大區东比利牛斯省，该省份为法国大陆部分最南部的省份，涵盖了北加泰罗尼亚，北起奥德省，西接阿列日省和安道尔，南与西班牙接壤，东临地中海。
与蒙费雷接壤的市镇（或旧市镇、城区）包括：科尔萨维、泰克河畔阿尔勒、圣洛朗德塞尔当、勒泰克。
蒙费雷的时区为UTC+01:00、UTC+02:00（夏令时）。

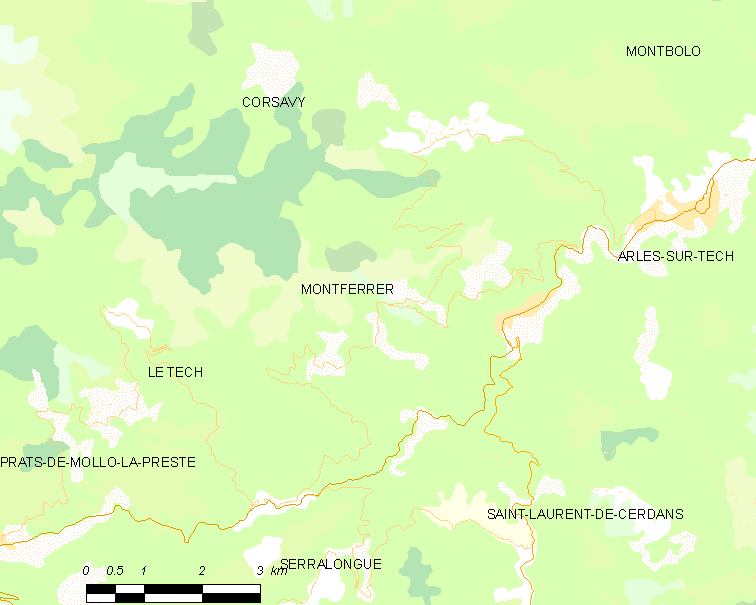
蒙费雷的OSM定位图

## 行政
蒙费雷的邮政编码为66150，INSEE市镇编码为66116。

## 政治
蒙费雷所属的省级选区为勒卡尼古县。

## 人口

1962-2008年间蒙费雷人口变化图示

蒙费雷于2022年1月1日时的人口数量为216人。